# Архангельское областное собрание депутатов
Архангельское областное Собрание депутатов — однопалатный парламент Архангельской области. Состоит из 47 депутатов. Является постоянно действующим представительным, то есть представляющим волю населения, и единственным законодательным органом государственной власти Архангельской области.
Правом законотворчества на территории Архангельской области обладает лишь Собрание депутатов. Губернатор, депутаты Законодательного собрания, его председатель, органы местного самоуправления, областной и арбитражный суды, областной прокурор, контрольно-счётная палата области, избирательная комиссия области, а также инициативные группы граждан имеют право законодательной инициативы.
Действует на основании Устава Архангельской области.

## История
Архангельское областное Собрание депутатов впервые было избрано в декабре 1993 года. Первоначально были избраны 35 депутатов, однако, после повторных выборов 20 марта 1994 года, общее количество депутатов облсобрания достигло 37 человек, в их числе оказались четыре женщины. Возглавил Архангельское областное Собрание депутатов первого созыва Николай Алексеевич Исаков — глава администрации Пинежского района, а его первым заместителем стал Юрий Сергеевич Сивков — начальник цеха ПО «Севмашпредприятие» города Северодвинска.
Выборы депутатов второго созыва состоялись 16 июня 1996 года одновременно с выборами Президента Российской Федерации. Впервые депутаты избирались уже на срок в четыре года, а выборы регламентировались областным законом. Председателем Архангельского областного Собрания депутатов второго созыва был избран начальник управления автомобильных дорог Архангельской области Вячеслав Иванович Калямин. Его заместителями стали Юрий Сергеевич Сивков, являвшийся первым заместителем председателя облсобрания первого созыва, и глава администрации Плесецкого района Валерий Егорович Харитонов.
Выборы в областное Собрание третьего созыва состоялись 18 июня 2000 года по 39 одномандатным избирательным округам, формирование которых проводилось по принципу примерного равенства числа избирателей. Впервые кандидаты в депутаты облсобрания выдвигались на только самостоятельно, но и от избирательных блоков.
263 кандидата были включены в бюллетени для тайного голосования. 23 кандидата получили статус депутата областного Собрания, среди них — восемь представителей второго созыва Собрания. В 16 избирательных округах выборы не состоялись по причине низкой явки избирателей. В связи с этим перед областью встала серьёзная проблема: из-за отсутствия кворума депутаты не могли принимать законы, в том числе и областной бюджет на следующий год. Более того, отсутствие легитимности не позволяло начать работу и над другими важными региональными законами. Потому уже 3 декабря 2000 года были проведены первые повторные выборы, на которых были избраны 14 депутатов, а на выборах 25 марта 2001 года были избраны ещё два депутата. Возглавил областное Собрание депутатов генеральный директор ОАО «Севералмаз» Виталий Сергеевич Фортыгин. Его заместителем был избран Николай Алексеевич Исаков — бывший спикер областного парламента и заместитель председателя правительства Архангельской области.
Состав областного Собрания четвёртого созыва был сформирован в конце 2004 года. На выборах 19 декабря были избраны 56 депутатов из 62. На повторных выборах 13 марта 2005 года — ещё шесть депутатов. Архангельский региональный парламент четвёртого и пятого созыва, вновь возглавлял Виталий Фортыгин. Архангельское областное Собрание депутатов шестого созыва возглавил вельский предприниматель Виктор Новожилов. В 2018 году его сменила Екатерина Прокопьева, до этого занимавшая пост заместителя председателя правительства Архангельской области.

## Основные задачи
Основными задачами Законодательного собрания являются:
- обеспечение законодательного регулирования общественных отношений по вопросам своих предметов ведения;
- определение единой политики экономического, социального, культурного развития Архангельской области;
- защита законных интересов Архангельской области, её населения во взаимоотношениях с Российской Федерацией и её субъектами.

## Полномочия
К основным полномочиям Законодательного собрания относятся:
- принятие устава области и внесение в него поправок
- принятие законов области, внесение в них изменений, контроль за их соблюдением и исполнением
- утверждение программ социально-экономического развития области, долгосрочных областных целевых программ и контроль за их исполнением
- утверждение областного бюджета, бюджетов территориальных государственных внебюджетных фондов области и отчетов об их исполнении
- установление областных налогов и сборов и порядка их взимания на территории области;
- установление административно-территориального устройства области
- принятие решения о наделении гражданина Российской Федерации по представлению Президента Российской Федерации полномочиями губернатора области
- принятие решения о недоверии (доверии) губернатору области
- выражение недоверия соответствующему органу исполнительной власти области и его должностным лицам
- назначение на должности мирового судьи, судьи уставного суда
- учреждение наград, Премии и почётных званий Архангельской области, присвоение почётных званий.

## Председатели
- Исаков, Николай Алексеевич (1993—1996)
- Калямин, Вячеслав Иванович (1996—2000)
- Фортыгин, Виталий Сергеевич (2000—2013)
- Новожилов, Виктор Феодосьевич (2013—2018)
- Прокопьева, Екатерина Владимировна (c 20 сентября 2018 года)

## Созывы
Действующий, восьмой созыв Собрания депутатов состоит из 47 депутатов, избранных в 2018 году сроком на 5 лет. По действующему законодательству, 24 депутата избираются по партийным спискам, остальные — по одномандатным округам.

### 8 созыв
Состав 8-го созыва 2023-2028 гг.: 
| Фракция       | Мест | %     | Голосов |
| ------------- | ---- | ----- | ------- |
| Единая Россия | 36   | 50,18 | 125 451 |
| ЛДПР          | 4    | 14,88 | 37 198  |
| КПРФ          | 3    | 10,92 | 27 294  |
| СРПЗП         | 3    | 8,99  | 22 464  |
| Новые люди    | 1    | 5,21  | 13 017  |

### 7 созыв
Состав (7-го созыва) 2018—2023 годах:
| Фракция             | Руководитель                   | Мест | %      | Голоса |
| ------------------- | ------------------------------ | ---- | ------ | ------ |
| Единая Россия       | Моисеев Сергей Вениаминович    | 25   | 31.59% | 87 410 |
| ЛДПР                | Губанов Георгий Николаевич     | 9    | 23.45% | 64 897 |
| КПРФ                | Новиков Александр Владимирович | 7    | 18.82% | 52 074 |
| Справедливая Россия | Чиркова Ирина Александровна    | 5    | 15.06% | 41 684 |

Состав (7-го созыва) 2018—2023 годах:
| Фракция             | Руководитель                   | Мест | %      | Голоса |
| ------------------- | ------------------------------ | ---- | ------ | ------ |
| Единая Россия       | Моисеев Сергей Вениаминович    | 25   | 31.59% | 87 410 |
| ЛДПР                | Губанов Георгий Николаевич     | 9    | 23.45% | 64 897 |
| КПРФ                | Новиков Александр Владимирович | 7    | 18.82% | 52 074 |
| Справедливая Россия | Чиркова Ирина Александровна    | 5    | 15.06% | 41 684 |

### 6 созыв
Состав (6-го созыва) 2013—2018 годах:
| Фракция             | Руководитель                   | Мест | %      | Голоса  |
| ------------------- | ------------------------------ | ---- | ------ | ------- |
| Единая Россия       | Моисеев Сергей Вениаминович    | 32   | 40.69% | 102 217 |
| КПРФ                | Новиков Александр Владимирович | 6    | 12.88% | 32 357  |
| ЛДПР                | Пивков Сергей Анатольевич      | 4    | 12.30% | 30 898  |
| Справедливая Россия | Сохин Виктор Борисович         | 3    | 10.46% | 26 275  |
| Родина              | Петров Владимир Сергеевич      | 2    | 6.18%  | 15 534  |

## Представитель законодательной власти Архангельской области вСовете Федерации
- Калямин, Вячеслав Иванович (с 17 июля 1996 года по 27 сентября 2001 года, полномочия прекращены досрочно из-за гибели в ДТП)
- Сивков, Юрий Сергеевич ( 3 декабря 2001 года по 14 октября 2007 года, полномочия прекращены досрочно из-за гибели в результате несчастного случая)
- Рушайло, Владимир Борисович (с 7 декабря 2007 года по 25 сентября 2013 года)
- Кононова, Людмила Павловна (с 16 октября 2013 года по 20 сентября 2018 года)
- Новожилов, Виктор Феодосьевич (c 20 сентября 2018 года по сентябрь 2023 года)
- Новиков Иван Владимирович (с 22 сентября 2023 года)